# هفت شمشیر
هفت شمشیر (به انگلیسی: Seven Swords) یک فیلم ووشیا هنگ کنگی محصول سال ۲۰۰۵ به کارگردانی و نویسندگی تسوی هارک است. نام فیلم از اقتباس یک رمان است و به‌طور کامل به رمان نامربوط می‌باشد، به جز برای برخی از اسم‌های شخصیت‌های فیلم.